# Gran Premio di superbike di Portimão 2014
Il Gran Premio di superbike di Portimão 2014 è stato l'ottava prova del mondiale superbike del 2014, nello stesso fine settimana si è corso l'ottavo gran premio stagionale del mondiale supersport del 2014.
Sono i piloti britannici Tom Sykes e Jonathan Rea a vincere rispettivamente gara 1 e gara 2 del mondiale Superbike, nella stessa giornata Michael van der Mark vince la gara valida per il mondiale Supersport.

## Superbike

### Gara 1
Fonte
Vittoria in gara 1 per la Kawasaki ZX-10R di Tom Sykes, con Sylvain Guintoli e Loris Baz rispettivamente secondo e terzo sul traguardo. Sykes, dopo aver ottenuto la pole position di sabato, raggiunge così la settima vittoria stagionale, ventunesima della sua carriera nel mondiale Superbike.
Primo nella classe EVO è David Salom del team Kawasaki Racing, con il nono posto assoluto della gara.

#### Arrivati al traguardo
| Pos. | Nº | Pilota               | Squadra                 | Motocicletta               | Giri | Tempo     | Griglia | Punti |
| ---- | -- | -------------------- | ----------------------- | -------------------------- | ---- | --------- | ------- | ----- |
| 1º   | 1  | Tom Sykes            | Kawasaki Racing         | Kawasaki ZX-10R            | 20   | 34'45.568 | 1º      | 25    |
| 2º   | 50 | Sylvain Guintoli     | Aprilia Racing          | Aprilia RSV4 Factory       | 20   | +2.539    | 6º      | 20    |
| 3º   | 76 | Loris Baz            | Kawasaki Racing         | Kawasaki ZX-10R            | 20   | +3.175    | 5º      | 16    |
| 4º   | 33 | Marco Melandri       | Aprilia Racing          | Aprilia RSV4 Factory       | 20   | +4.042    | 4º      | 13    |
| 5º   | 65 | Jonathan Rea         | Pata Honda              | Honda CBR1000RR            | 20   | +7.791    | 2º      | 11    |
| 6º   | 22 | Alex Lowes           | Voltcom Crescent Suzuki | Suzuki GSX-R1000           | 20   | +14.772   | 11º     | 10    |
| 7º   | 34 | Davide Giugliano     | Ducati Superbike        | Ducati 1199 Panigale R     | 20   | +14.877   | 8º      | 9     |
| 8º   | 58 | Eugene Laverty       | Voltcom Crescent Suzuki | Suzuki GSX-R1000           | 20   | +14.941   | 7º      | 8     |
| 9º   | 44 | David Salom          | Kawasaki Racing         | Kawasaki ZX-10R EVO        | 20   | +26.018   | 12º     | 7     |
| 10º  | 52 | Sylvain Barrier      | BMW Motorrad Italia     | BMW S1000 RR EVO           | 20   | +26.032   | 10º     | 6     |
| 11º  | 91 | Leon Haslam          | Pata Honda              | Honda CBR1000RR            | 20   | +33.041   | 9º      | 5     |
| 12º  | 11 | Jérémy Guarnoni      | MRS Kawasaki            | Kawasaki ZX-10R EVO        | 20   | +38.385   | 22º     | 4     |
| 13º  | 59 | Niccolò Canepa       | Althea Racing           | Ducati 1199 Panigale R EVO | 20   | +42.237   | 14º     | 3     |
| 14º  | 48 | Riccardo Russo       | Team Pedercini          | Kawasaki ZX-10R EVO        | 20   | +47.908   | 21º     | 2     |
| 15º  | 21 | Alessandro Andreozzi | Team Pedercini          | Kawasaki ZX-10R EVO        | 20   | +1:03.502 | 18º     | 1     |
| 16º  | 20 | Aaron Yates          | Hero EBR                | EBR 1190 RX                | 19   | +1 giro   | 26º     |       |
| 17º  | 16 | Gábor Rizmayer       | BMW Team Toth           | BMW S1000 RR               | 19   | +1 giro   | 25º     |       |
| 18º  | 7  | Chaz Davies          | Ducati Superbike        | Ducati 1199 Panigale R     | 15   | +5 giri   | 3º      |       |

#### Non classificato
| Nº | Pilota        | Squadra                      | Motocicletta        | Giri | Tempo   | Griglia |
| -- | ------------- | ---------------------------- | ------------------- | ---- | ------- | ------- |
| 67 | Bryan Staring | Iron Brain Grillini Kawasaki | Kawasaki ZX-10R EVO | 13   | +7 giri | 17º     |

#### Ritirati
| Nº | Pilota          | Squadra                      | Motocicletta         | Giri | Griglia |
| -- | --------------- | ---------------------------- | -------------------- | ---- | ------- |
| 56 | Péter Sebestyén | BMW Team Toth                | BMW S1000 RR EVO     | 12   | 27º     |
| 32 | Sheridan Morais | Iron Brain Grillini Kawasaki | Kawasaki ZX-10R EVO  | 6    | 16º     |
| 24 | Toni Elías      | Red Devils Roma              | Aprilia RSV4 Factory | 5    | 20º     |
| 9  | Fabien Foret    | Mahi Racing Team India       | Kawasaki ZX-10R EVO  | 4    | 23º     |
| 99 | Geoff May       | Hero EBR                     | EBR 1190 RX          | 4    | 24º     |

#### Non partito
| Nº | Pilota        | Squadra                 | Motocicletta    | Griglia |
| -- | ------------- | ----------------------- | --------------- | ------- |
| 71 | Claudio Corti | MV Agusta Reparto Corse | MV Agusta F4 RR | 19º     |

#### Fuori classifica
La Bimota BB3, motocicletta portata in gara dal team Bimota Alstare, partecipa al campionato anche se non ha ancora ottenuto l'omologazione da parte della FIM, pertanto i piazzamenti dei due piloti non vengono considerati, quindi non gli vengono assegnati punti per le classifiche mondiali.
| Nº | Pilota          | Squadra        | Motocicletta   | Giri | Tempo   | Griglia |
| -- | --------------- | -------------- | -------------- | ---- | ------- | ------- |
| 86 | Ayrton Badovini | Bimota Alstare | Bimota BB3 EVO | 20   | +34.442 | 13º     |
| 2  | Christian Iddon | Bimota Alstare | Bimota BB3 EVO | 20   | +38.246 | 15º     |

### Gara 2
Fonte
Con la corsa che viene ridotta a 18 giri rispetto ai 20 originariamente previsti a causa della pioggia, la vittoria in gara 2 arride a Jonathan Rea, insieme a lui sul podio le due Ducati 1199 Panigale R di Davide Giugliano (secondo) e Chaz Davies (terzo). Per il pilota britannico Rea, si tratta della terza affermazione stagionale, la quindicesima della sua carriera nel mondiale Superbike.
Al termine delle due gare di questo GP, Tom Sykes (ottavo sul traguardo di questa gara) rafforza la prima posizione nel campionato piloti con 284 punti, secondo Sylvain Guintoli (settimo posto in gara 2 per il pilota francese, dopo aver rimontato da una caduta che invece ha costretto al ritiro Marco Melandri) staccato di 43 punti, mentre al terzo posto della graduatoria si trova Loris Baz (sesto posto per lui in questa seconda prova) con 236 punti (meno 48 da Sykes)
Primo dei piloti della classe EVO è stato Ayrton Badovini con la Bimota BB3 del team Bimota Alstare, anche se non ottiene punti per la classifica mondiale in quanto la FIM non ha ancora omologato la sua motocicletta.

#### Arrivati al traguardo
| Pos. | Nº | Pilota               | Squadra                      | Motocicletta               | Giri | Tempo     | Griglia | Punti |
| ---- | -- | -------------------- | ---------------------------- | -------------------------- | ---- | --------- | ------- | ----- |
| 1º   | 65 | Jonathan Rea         | Pata Honda                   | Honda CBR1000RR            | 18   | 34'55.154 | 2º      | 25    |
| 2º   | 34 | Davide Giugliano     | Ducati Superbike             | Ducati 1199 Panigale R     | 18   | +6.817    | 8º      | 20    |
| 3º   | 7  | Chaz Davies          | Ducati Superbike             | Ducati 1199 Panigale R     | 18   | +8.676    | 3º      | 16    |
| 4º   | 22 | Alex Lowes           | Voltcom Crescent Suzuki      | Suzuki GSX-R1000           | 18   | +9.740    | 11º     | 13    |
| 5º   | 91 | Leon Haslam          | Pata Honda                   | Honda CBR1000RR            | 18   | +11.289   | 9º      | 11    |
| 6º   | 76 | Loris Baz            | Kawasaki Racing              | Kawasaki ZX-10R            | 18   | +11.808   | 5º      | 10    |
| 7º   | 50 | Sylvain Guintoli     | Aprilia Racing               | Aprilia RSV4 Factory       | 18   | +14.169   | 6º      | 9     |
| 8º   | 1  | Tom Sykes            | Kawasaki Racing              | Kawasaki ZX-10R            | 18   | +17.164   | 1º      | 8     |
| 9º   | 58 | Eugene Laverty       | Voltcom Crescent Suzuki      | Suzuki GSX-R1000           | 18   | +26.406   | 7º      | 7     |
| 10º  | 24 | Toni Elías           | Red Devils Roma              | Aprilia RSV4 Factory       | 18   | +30.168   | 20º     | 6     |
| 11º  | 52 | Sylvain Barrier      | BMW Motorrad Italia          | BMW S1000 RR EVO           | 18   | +41.820   | 10º     | 5     |
| 12º  | 32 | Sheridan Morais      | Iron Brain Grillini Kawasaki | Kawasaki ZX-10R EVO        | 18   | +47.434   | 16º     | 4     |
| 13º  | 11 | Jérémy Guarnoni      | MRS Kawasaki                 | Kawasaki ZX-10R EVO        | 18   | +50.045   | 22º     | 3     |
| 14º  | 67 | Bryan Staring        | Iron Brain Grillini Kawasaki | Kawasaki ZX-10R EVO        | 18   | +1:17.436 | 17º     | 2     |
| 15º  | 48 | Riccardo Russo       | Team Pedercini               | Kawasaki ZX-10R EVO        | 18   | +1:24.500 | 21º     | 1     |
| 16º  | 21 | Alessandro Andreozzi | Team Pedercini               | Kawasaki ZX-10R EVO        | 18   | +1:30.563 | 18º     |       |
| 17º  | 44 | David Salom          | Kawasaki Racing              | Kawasaki ZX-10R EVO        | 18   | +1:34.242 | 12º     |       |
| 18º  | 59 | Niccolò Canepa       | Althea Racing                | Ducati 1199 Panigale R EVO | 18   | +1:34.647 | 14º     |       |
| 19º  | 16 | Gábor Rizmayer       | BMW Team Toth                | BMW S1000 RR               | 18   | +1:47.422 | 25º     |       |

#### Ritirati
| Nº | Pilota         | Squadra        | Motocicletta         | Giri | Griglia |
| -- | -------------- | -------------- | -------------------- | ---- | ------- |
| 33 | Marco Melandri | Aprilia Racing | Aprilia RSV4 Factory | 12   | 4º      |
| 99 | Geoff May      | Hero EBR       | EBR 1190 RX          | 6    | 24º     |
| 20 | Aaron Yates    | Hero EBR       | EBR 1190 RX          | 0    | 26º     |

#### Non partiti
| Nº | Pilota          | Squadra                 | Motocicletta        | Griglia |
| -- | --------------- | ----------------------- | ------------------- | ------- |
| 56 | Péter Sebestyén | BMW Team Toth           | BMW S1000 RR EVO    | 27º     |
| 9  | Fabien Foret    | Mahi Racing Team India  | Kawasaki ZX-10R EVO | 23º     |
| 71 | Claudio Corti   | MV Agusta Reparto Corse | MV Agusta F4 RR     | 19º     |

#### Fuori classifica
La Bimota BB3, motocicletta portata in gara dal team Bimota Alstare, partecipa al campionato anche se non ha ancora ottenuto l'omologazione da parte della FIM, pertanto i piazzamenti dei due piloti non vengono considerati, quindi non gli vengono assegnati punti per le classifiche mondiali.
| Nº | Pilota          | Squadra        | Motocicletta   | Giri | Tempo   | Griglia |
| -- | --------------- | -------------- | -------------- | ---- | ------- | ------- |
| 86 | Ayrton Badovini | Bimota Alstare | Bimota BB3 EVO | 18   | +26.263 | 13º     |
| 2  | Christian Iddon | Bimota Alstare | Bimota BB3 EVO | 18   | +33.831 | 15º     |

## Supersport
Fonte
Anche questa gara viene ridotta a soli 12 giri, a causa dell'inizio della pioggia e conseguente esposizione della bandiera rossa. Al momento dell'interruzione della corsa la vittoria viene assegnata al pilota del team Pata Honda, l'olandese Michael van der Mark, che si assicura così la sua quarta vittoria stagionale, con Jack Kennedy alla guida della Honda CBR600RR del team CIA Insurance Honda al secondo posto e Kenan Sofuoğlu al terzo.
Con questa vittoria van der Mark rafforza la prima posizione in campionato con 160 punti e, complice la caduta del suo diretto inseguitore Jules Cluzel, porta il suo margine sul pilota francese a 53 punti (Cluzel non prende punti in questa gara e resta fermo a 107 punti).

### Arrivati al traguardo
| Pos. | Nº  | Pilota               | Squadra                       | Motocicletta     | Giri | Tempo     | Griglia | Punti |
| ---- | --- | -------------------- | ----------------------------- | ---------------- | ---- | --------- | ------- | ----- |
| 1º   | 60  | Michael van der Mark | Pata Honda                    | Honda CBR600RR   | 12   | 21'15.438 | 2º      | 25    |
| 2º   | 4   | Jack Kennedy         | CIA Insurance Honda           | Honda CBR600RR   | 12   | +1.649    | 4º      | 20    |
| 3º   | 54  | Kenan Sofuoğlu       | Mahi Racing Team India        | Kawasaki ZX-6R   | 12   | +1.961    | 1º      | 16    |
| 4º   | 35  | Raffaele De Rosa     | CIA Insurance Honda           | Honda CBR600RR   | 12   | +8.042    | 5º      | 13    |
| 5º   | 99  | Patrick Jacobsen     | Kawasaki Intermoto Ponyexpres | Kawasaki ZX-6R   | 12   | +8.095    | 8º      | 11    |
| 6º   | 26  | Lorenzo Zanetti      | Pata Honda                    | Honda CBR600RR   | 12   | +8.538    | 6º      | 10    |
| 7º   | 88  | Kev Coghlan          | DMC Panavto-Yamaha            | Yamaha YZF R6    | 12   | +11.045   | 7º      | 9     |
| 8º   | 21  | Florian Marino       | Kawasaki Intermoto Ponyexpres | Kawasaki ZX-6R   | 12   | +11.847   | 9º      | 8     |
| 9º   | 44  | Roberto Rolfo        | Team Go Eleven                | Kawasaki ZX-6R   | 12   | +12.624   | 12º     | 7     |
| 10º  | 155 | Massimo Roccoli      | MV Agusta Reparto Corse       | MV Agusta F3 675 | 12   | +15.448   | 10º     | 6     |
| 11º  | 14  | Ratthapark Wilairot  | Core PTR Honda                | Honda CBR600RR   | 12   | +17.152   | 14º     | 5     |
| 12º  | 10  | Alessandro Nocco     | San Carlo Puccetti Racing     | Kawasaki ZX-6R   | 12   | +24.774   | 21º     | 4     |
| 13º  | 24  | Marco Bussolotti     | Team Lorini                   | Honda CBR600RR   | 12   | +24.839   | 13º     | 3     |
| 14º  | 53  | Valentin Debise      | Com Plus SMS Racing           | Honda CBR600RR   | 12   | +25.022   | 15º     | 2     |
| 15º  | 61  | Fabio Menghi         | VFT Racing                    | Yamaha YZF R6    | 12   | +25.238   | 16º     | 1     |
| 16º  | 87  | Luca Marconi         | Team Lorini                   | Honda CBR600RR   | 12   | +26.844   | 18º     |       |
| 17º  | 11  | Christian Gamarino   | Team Go Eleven                | Kawasaki ZX-6R   | 12   | +27.798   | 19º     |       |
| 18º  | 9   | Tony Coveña          | Kawasaki Intermoto Ponyexpres | Kawasaki ZX-6R   | 12   | +32.353   | 20º     |       |
| 19º  | 161 | Alexey Ivanov        | DMC Panavto-Yamaha            | Yamaha YZF R6    | 12   | +57.594   | 23º     |       |
| 20º  | 7   | Nacho Calero         | CIA Insurance Honda           | Honda CBR600RR   | 12   | +1:01.481 | 22º     |       |

### Ritirati
| Nº | Pilota            | Squadra                   | Motocicletta     | Giri | Griglia |
| -- | ----------------- | ------------------------- | ---------------- | ---- | ------- |
| 16 | Jules Cluzel      | MV Agusta Reparto Corse   | MV Agusta F3 675 | 12   | 3º      |
| 5  | Roberto Tamburini | San Carlo Puccetti Racing | Kawasaki ZX-6R   | 9    | 11º     |
| 25 | Alex Baldolini    | ATK Racing                | MV Agusta F3 675 | 0    | 17º     |